# Sakamichi Series
Sakamichi Series (jap. 坂道シリーズ Sakamichi Shirīzu), także Sakamichi Group (jap. 坂道グループ Sakamichi Gurūpu) – ogólne określenie dla projektu i zespołów idoli zapoczątkowanych przez zespół Nogizaka46, wyprodukowany przez Yasushiego Akimoto jako oficjalny rywal (jap. 公式ライバル kōshiki raibaru) grupy AKB48. W skład „Sakamichi Series” wchodzą cztery zespoły. 

## Historia
W 2011 roku Yasushi Akimoto utworzył zespół Nogizaka46, jako „oficjalny rywal” grupy AKB48, w przeciwieństwie do innych zespołów z AKB48 Group. Od momentu debiutu aktywność grupy wyraźnie różniła się od AKB48. Wraz z informacją o rekrutacji do „Nowego Projektu Nogizaka46” (jap. 乃木坂46 新プロジェクト) w 2015 roku, w wyniku której powstał zespół Keyakizaka46, zaczęto używać nazwy „Sakamichi Series”. Debiutancki singel Keyakizaka46, „Silent Majority”, ukazał się 6 kwietnia 2016 roku. Niedługo potem powstała podgrupa znana jako Hiragana Keyakizaka46.
Zespół Yoshimotozaka46 został stworzony 21 lutego 2018 roku jako trzecia grupa z serii. Jest to zupełnie inna grupa niż pozostałe, ponieważ w jej skład wchodzą zawiera zarówno mężczyźni, jak i kobiety w różnym wieku, a większość członków to japońscy artyści. W odróżnieniu do innych zespołów, Yoshimotozaka46 nosi nazwę firmy, która zarządza wieloma japońskimi komikami i ma siedzibę w Osace. Pierwszy singel miał swoją premierę 26 grudnia 2018 roku.
11 lutego 2019 roku podgrupa Keyakizaka46 – Hiragana Keyakizaka46, stała się niezależna i zmieniła nazwę na Hinatazaka46, zostając czwartym zespołem w serii. 27 marca 2019 roku wydali swój debiutancki singiel „Kyun”.

### Zespoły
| Zespół          | Data rozpoczęcia aktywności | Debiut CD            | Oficjalny kolor | Liczba członków | Uwagi |
| --------------- | --------------------------- | -------------------- | --------------- | --------------- | --- |
| Nogizaka46      | 21 sierpnia 2011(dts)       | 22 lutego 2012(dts)  | fioletowy       | 38              | |
| Sakurazaka46    | 21 sierpnia 2015(dts)       | 6 kwietnia 2016(dts) | biały           | 25              | W latach 2015–2020 jako Keyakizaka46.                                                                        |
| Yoshimotozaka46 | 20 sierpnia 2018(dts)       | 26 grudnia 2018(dts) | pomarańczowy    | 62              | |
| Hinatazaka46    | 11 lutego 2019(dts)         | 27 marca 2019(dts)   | błękitny        | 22              | Działał pod nazwą „Keyakizaka46” (Hiragana Keyaki) (jap. けやき坂46) od powstania aż do 10 lutego 2019 roku. |

Ponadto osoby, które przeszły przesłuchanie i nie zostały przydzielone do żadnej z grup, kontynuują naukę jako „Sakamichi Kenshūsei” (jap. 坂道研修生).